# Contea di Västra Götaland
La contea di Västra Götaland o Västra Götalands län è una delle contee o län della Svezia situata nella parte occidentale del Paese.
Confina con le contee di Värmland, Örebro, Östergötland, Jönköping, Halland, con la contea norvegese di Østfold e con il laghi Vättern e Vänern. Inoltre si affaccia sullo Skagerrak (Mare del Nord).
La contea venne creata nel 1998 con la fusione delle tre precedenti e storiche contee di Göteborg, Älvsborg e Skara.

## Comuni
|  | - Ale - Alingsås - Bengtsfors - Bollebygd - Borås - Dals-Ed - Essunga - Falköping - Färgelanda - Grästorp - Gullspång - Götene - Göteborg - Herrljunga - Hjo - Härryda - Karlsborg - Kungälv - Lerum - Lidköping - Lilla Edet - Lysekil - Mariestad - Mark - Mellerud | - Munkedal - Mölndal - Orust - Partille - Skara - Skövde - Sotenäs - Stenungsund - Strömstad - Svenljunga - Tanum - Tibro - Tidaholm - Tjörn - Tranemo - Trollhättan - Töreboda - Uddevalla - Ulricehamn - Vara - Vårgårda - Vänersborg - Åmål - Öckerö |

## Aree naturali protette
In questa contea si trovano il parco nazionale Djurö, il parco nazionale Kosterhavet, il parco nazionale Tresticklan e parte del parco nazionale Tiveden.